# Moreno Pincas
Moreno Pincas (1936) is een figuratieve schilder, geboren in Bulgarije. Hij schildert onder meer figuren, stillevens, scènes uit het joodse leven, circus-scènes, acrobaten, dierentemmers en paardrijders.
Hij emigreerde in 1949 naar Israël, waar hij van 1958 tot 1960 studeerde in Avni Art Institute, Such Aviv. Later vestigde hij zich in Parijs, waar hij verder studeerde aan Beaux Arts. Hij werd beïnvloed door onder meer Francisco Goya en Henri de Toulouse-Lautrec. Zijn werk is in veel musea te vinden, vooral in Israël.